# LAX/Metro Transit Center
LAX/Metro Transit Center, anteriormente nombrada Aviation/96th Street, es una estación aérea  de la Línea K y Línea C del Metro de Los Ángeles. Esta conexión es con el Transporte hectométrico SKYlink a los terminales de LAX. La estación se inauguró el 6 de junio de 2025. El servicio SKYlink a los terminales está por inaugurarse en enero de 2026.

## Descripción y servicios
La estación cuenta con un plataforma central y 2 vías para la linea C y linea K.
Por separado, el tren hectométrico SKYlink cuenta con su propio plataforma lateral de vagones autónomos en llantas.  
Esta programada los servicios y rutas:
| Operador                     | Ruta bus      | Plataforma | Destino                          |
| ---------------------------- | ------------- | ---------- | -------------------------------- |
| LAX                          | LAX Shuttle M | 1, 2       | LAX                              |
| Todo Autobus                 | -             | 3, 16      | Descarga de passajeros solamente |
| Big Blue Bus de Santa Mónica | 3             | 4          | Santa Mónica                     |
| Big Blue Bus de Santa Mónica | Rapid 3       | 5          | Santa Mónica                     |
| Torrance Transit             | 8             | 6          | Torrance                         |
| Culver City Bus              | 6             | 7          | UCLA                             |
| Culver City Bus              | Rapid 6       | 7          | UCLA                             |
| Los Ángeles Metro Bus        | 102           | 8          | South Gate                       |
| Beach Cities Transit         | 109           | 9          | Redondo Beach Pier               |
| GTrans de Gardena            | 5             | 10         | Willowbrook/Rosa Parks station   |
| Los Angeles Metro Bus        | 120           | 11         | Whittier                         |
| Los Angeles Metro Bus        | 117           | 12         | Downey                           |
| Los Angeles Metro Bus        | 111           | 13         | Norwalk                          |
| Los Angeles Metro Bus        | 232           | 15         | Long Beach                       |

## Conexiones
El tren hectométrico SKYLink tendrá conexión a esta estación, como "Estación F" directo a todos los terminales de LAX y una central para alquilar automóviles (CONRAC).